# Pure Steel Records
Pure Steel Records é uma gravadora independente alemã. A gravadora, com sede em Schwarzenberg, é especializada em Hard rock e Heavy Metal e foi fundada em 2006 por Andreas Lorenz e Kay Anders.
Em dezembro de 2008 a gravadora lançou o primeiro tributo oficial ao Warlock e a Doro.

## Sub-selos da gravadora
Pure Rock Records é  especializado em bandas de Rock, Pure Legend Records em bandas de Hard rock, Pure Prog Records em bandas de Rock progressivo/Metal progressivo, Pure Underground Records em bandas de Underground e Karthago Records em Reediçãos.

## Álbuns publicados
Publicou, entre outros, álbuns de:
- Steel Prophet – The Goddess Principle (Reedição, 2014), Into The Void/Continuum (Reedição, 2014)
- Edge of Paradise – Immortal Waltz (Pure Rock Records, 2015)
- Chastain – We Bleed Metal (2015)
- Firewind – Burning Earth (Reedição, 2016)
- Alltheniko – Italian History VI (2017)
- Cloven Hoof – Immortal (2018)